# Jeffrey A. Melvin
Jeffrey A. Melvin ist ein Szenenbildner und Requisiteur.

## Leben
Melvin begann seine Karriere im Filmstab 1985 als im Assistent in der Requisite beim Fernsehen, wo er bis Ende der 1990er Jahre hauptsächlich tätig war und unter anderem an den Serien Ultraman – Mein geheimes Ich und RoboCop mitwirkte. Sein Filmdebüt hatte er ebenfalls 1985 bei der Jim-Henson-Produktion Bibos abenteuerliche Flucht. Als Requisiteur wirkte er unter anderem an Wes Craven präsentiert Dracula, Der unglaubliche Hulk und Suicide Squad. Als Szenenbildner war er erstmals 2014 beim deutsch-kanadischen Katastrophenfilm Pompeii tätig. 2018 war er für Guillermo del Toros Fantasyfilm Shape of Water – Das Flüstern des Wassers zusammen mit Shane Vieau und Paul Denham Austerberry für den Oscar in der Kategorie Bestes Szenenbild sowie den BAFTA Film Award in der Kategorie Bestes Szenenbild nominiert.

## Filmografie (Auswahl)
- 1997: The Wrong Guy
- 1998: Düstere Legenden (Urban Legend)
- 1998: Studio 54 (54)
- 2000: Wes Craven präsentiert Dracula (Wes Craven Presents Dracula 2000)
- 2006: The Sentinel – Wem kannst du trauen? (The Sentinel)
- 2008: Der unglaubliche Hulk (The Incredible Hulk)
- 2010: R.E.D. – Älter, Härter, Besser (RED)
- 2012: Total Recall
- 2014: RoboCop
- 2015: Crimson Peak
- 2016: Suicide Squad
- 2017: Shape of Water – Das Flüstern des Wassers (The Shape of Water)
- 2017: xXx: Die Rückkehr des Xander Cage (xXx: Return of Xander Cage)
- 2019: Shazam!
- 2019: Es Kapitel 2 (It Chapter Two)

## Auszeichnungen (Auswahl)
- 2018: Oscar in der Kategorie Bestes Szenenbild für Shape of Water – Das Flüstern des Wassers
- 2018: BAFTA Film Award in der Kategorie Bestes Szenenbild für Shape of Water – Das Flüstern des Wassers